# Фінал кубка Англії з футболу 1874
Фінал кубка Англії з футболу 1874 — 3-й фінал найстарішого футбольного кубка у світі. Учасниками фіналу були «Роял Енджинірс» і «Оксфорд Юніверсіті». Володарем кубкового трофею став «Оксфорд Юніверсіті».

## Шлях до фіналу
| «Оксфорд Юніверсіті» | «Оксфорд Юніверсіті» | «Оксфорд Юніверсіті»    | Раунд        | «Роял Енджинірс» | «Роял Енджинірс» | «Роял Енджинірс» |
| -------------------- | -------------------- | ----------------------- | ------------ | ---------------- | ---------------- | ---------------- |
| Суперник             | Результат            | Матчі                   |              | Суперник         | Результат        | Матчі            |
| «Аптон Парк»         | 4—0                  | 4—0                     | Перший раунд | «Брондесбері»    | 5—0              | 5—0              |
| «Барнс»              | 2—0                  | 2—0                     | Другий раунд | «Аксбрідж»       | 2—1              | 2—1              |
| «Вондерерз»          | 2—1                  | 1—1, 1—0 (перегравання) | Третій раунд | «Мейденгед»      | 7—0              | 7—0              |
| «Клепем Роверз»      | 1—0                  | 1—0                     | Півфінал     | «Свіфтс»         | 2—0              | 2—0              |

## Матч
| 14 березня 1874 |

| Оксфорд Юніверсіті       | 2:0      | Роял Енджинірс |
| ------------------------ | -------- | -------------- |
| Макарнесс 10' Паттон 20' | Протокол |                |

| Кеннінгтон Овал, Лондон Глядачів: 2 000 Арбітр: Альфред Стейр |

|  |  |

|   |  |                   |  |
|   |  |                   |  |
| В |  | Чарльз Непін      |  |
| З |  | Чарльз Макарнесс  |  |
| З |  | Френсіс Бірлі     |  |
| З |  | Фредерік Грін     |  |
| Н |  | Роберт Бенсон     |  |
| Н |  | Фредерік Меддісон |  |
| Н |  | Вільям Роусон     |  |
| Н |  | Катберт Оттавей   |  |
| Н |  | Артур Джонсон     |  |
| Н |  | Волпол Вайдал     |  |
| Н |  | Фредерік Паттон   |  |

|   |  |                    |  |
|   |  |                    |  |
| В |  | Вільям Меррімен    |  |
| З |  | Френсіс Маріндін   |  |
| З |  | Джордж Аддісон     |  |
| З |  | Джеральд Онслоу    |  |
| Н |  | Пелам вон Доноп    |  |
| Н |  | Джон Блекберн      |  |
| Н |  | Герберт Роусон     |  |
| Н |  | Генрі Ренні-Тейлйо |  |
| Н |  | Генрі Олів'єр      |  |
| Н |  | Чарльз Вуд         |  |
| Н |  | Томас Дігбі        |  |